# Серро-Торре

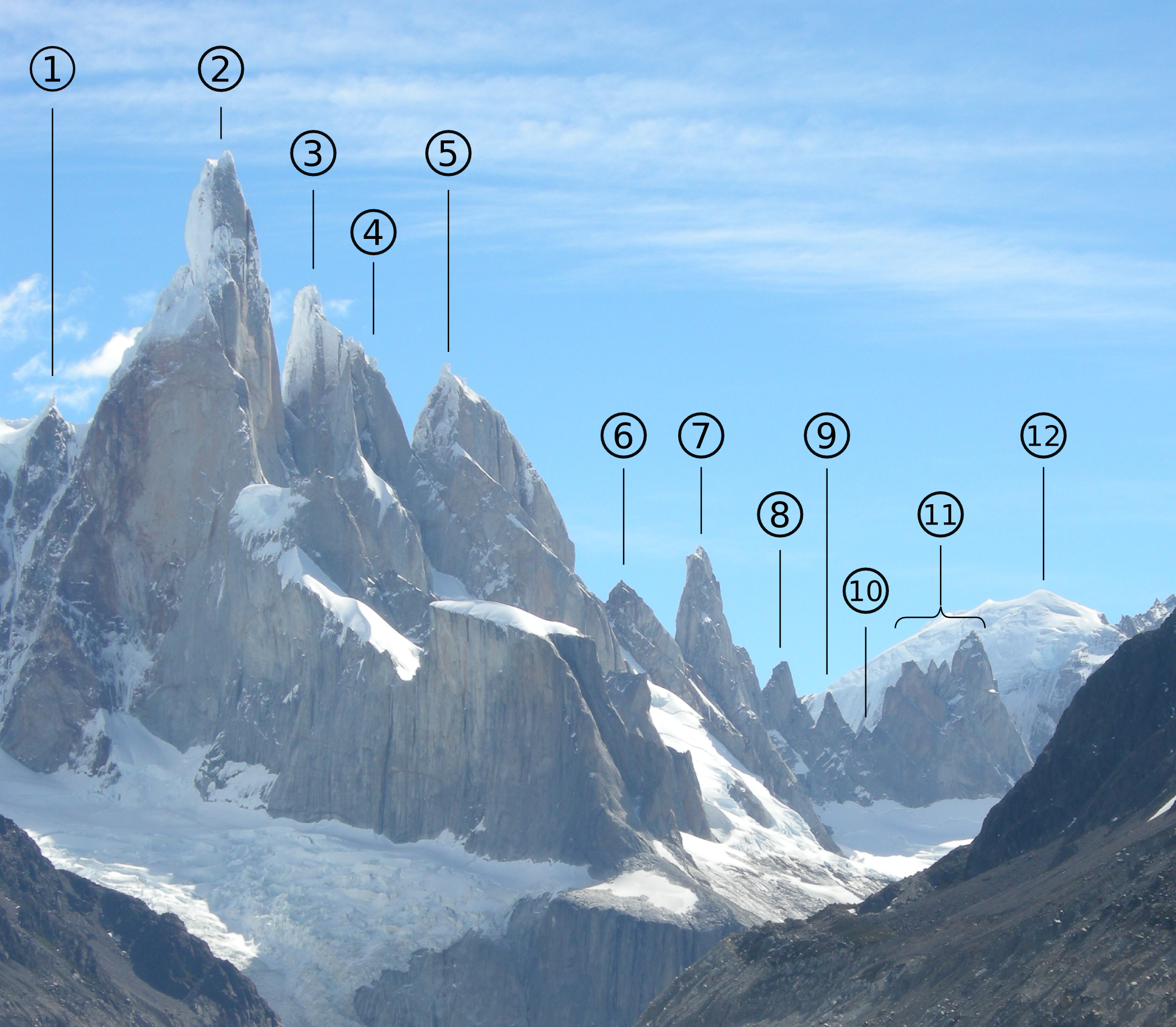
Деякі вершини в групі Серро-Торре. 2: Cerro Torre, 3: Torre Egger, 4: Punta Herron, 5: Aguja Standhart, 7: Aguja Bífida, 11: Cuatro Dedos.

Серро-Торре — вершина у Патагонії, Південна Америка, розміщена на кордоні Аргентини і Чилі. Вперше цю надзвичайно красиву і важкодосту́пну вершину побачили в 1953 році французькі альпіністи Ліонель Террай і Гвідо Маньон, які здійснювали сходження на прилеглу вершину Фіцрой.
Для району характерна погана погода. Завдяки близькості  Тихого океану тут бувають сильні  вітри. Вершина часто покривається намороженим льодом, пересування по якому дуже небезпечне.

## Перше сходження
У 1959 році італійський альпініст Чезаре Маестрі стверджував, що він і тирольський провідник Тоні Еггер здійснили сходження на вершину Серро-Торре. Тоні Еггера на спуску накрила лавина і він загинув. Фотокамера пропала разом з альпіністом. Деякі розбіжності в оповіді Маестрі та відсутність гаків і мотузок на їх маршруті дали підставу висловити деяким альпіністам сумнів щодо їх першосходження на цю вершину.
Тіло Еггера пізніше було знайдено, однак фотокамери при ньому не виявилося. Тому дискусії щодо першосходження на Серро-Торре в 1959 році тривають до́сі.

## Наступні сходження
У 1970 році Маестрі розпочав ще одну спробу підкорення вершини. Під час сходження він використовував компресор, за допомогою якого забив у стіну близько 300 шлямбурних гаків. Згодом цей маршрут отримав назву «Компресор» (англ. Compressor Route).
Першого підтвердженого успіху на горі домоглися Даньєле Чаппа (Daniele Chiappa), Маріо Конті (Mario Conti), Казіміро Феррарі та Піно Неґрі (Pino Negri) в 1974 році. Тривалий час їх маршрут вважався найскладнішим у світі.
Перше сходження в альпійскому стилі було здійснене Дейвом Карменом (Dave Carman), Джоном Бреггом i Джеєм Вілсоном (Jay Wilson) у 1977 році. Вони за тиждень пройшли маршрут, на який у італійської групи пішло два місяці.
Взимку на вершину першими піднялись Ерманно Сальватерра, Джароллі (італ. Giarolli), Сарчі (італ. Sarchi) та Карузо (італ. Caruso) в 1985 році. Того ж року Педріні Фраме (італ. Pedrini Frame) здійснив одиночне сходження.
Лише в 2005 році був пройдений маршрут подібний до траси Маестрі 1959 року.
До 2012 року «Компресорний маршрут» використовувався провідниками з Ель Чалтену, що супроводжували групи альпіністів. На початку лютого 2012 року двоє американців пройшли компресорним маршрутом без використання вбитих раніше шлямбурних гаків, і на спуску видалили ці гаки, мотивуючи свій вчинок тим, що «альпінізм повинен бути чесним». Вони дивом уникнули відплати розлючених жителів Чалтену, для яких «компресорний маршрут» багато років був джерелом заробітку.

## У кіно
Про сходження на пік Серро-Торре німецькими кінематографістами в 1990 році був знятий фільм «Крик каменю». Ідею фільму підказав відомий альпініст Райнхольд Месснер.

## Ресурси Інтернету
- Вікісховище має мультимедійні дані за темою: Серро-Торре
- Карта району Серро-Торре
- Патагонія. Серро Торре. B.A.S.E Clumbing. Сходження і стрибок команди російського Екстремального проекту
- Команда Приключений на Сьерро-Торре
- Cerro Torre on SummitPost.org

## Фототека

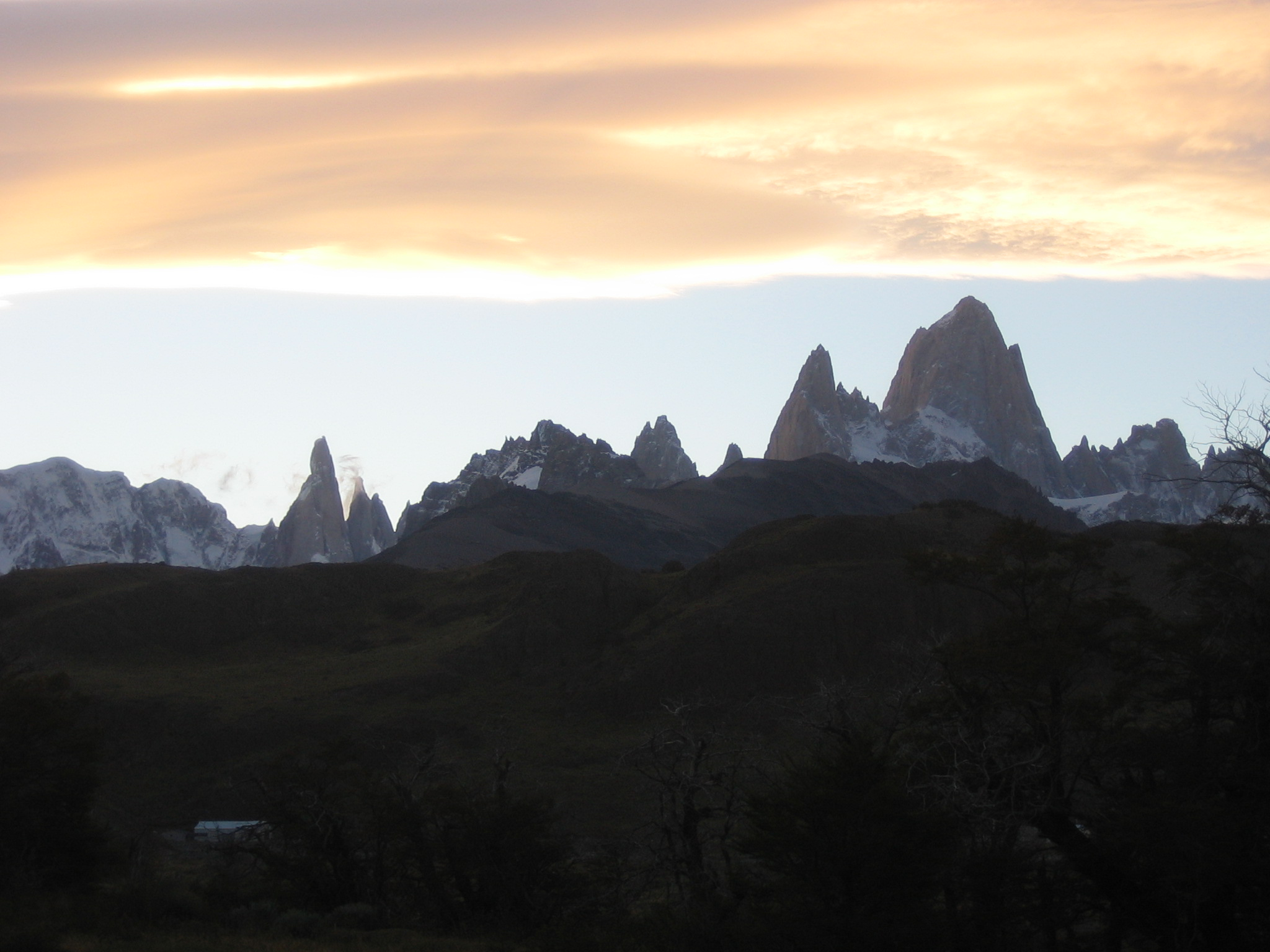
Панорама: праворуч вершина Фіцрой, ліворуч Серро-Торре
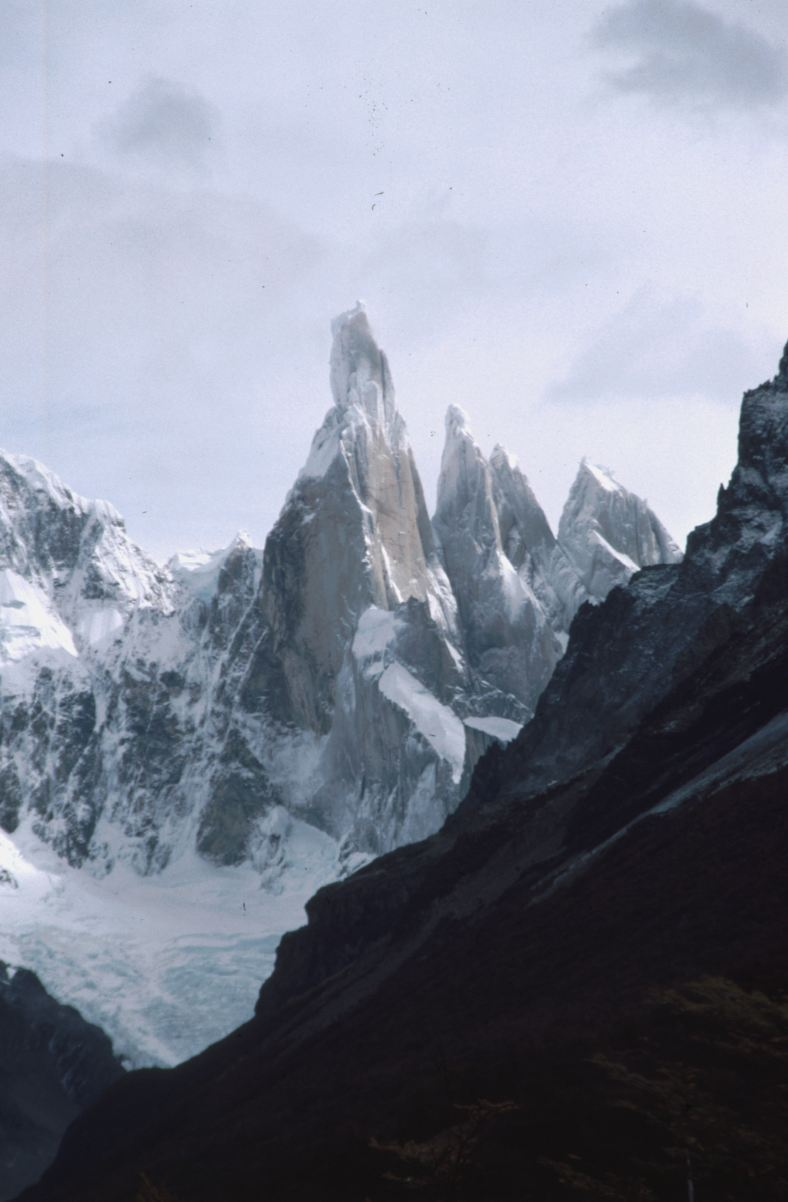
Серро-Торре (ліва вершина з 3-х), праворуч пік Еггера і пік Стандхард

## Виноски
1. ↑  Peakbagger.com
2. ↑   Васяєв Олексій Про Серро-Торре
3. 1 2  О Серро-Торре на wiki.risk.ru